# Đức tin Kitô giáo
Đức tin Cơ Đốc hoặc Đức tin trong Kitô giáo là niềm xác tín vào sự hiện hữu của Thiên Chúa, đấng sáng tạo vũ trụ, và niềm tin vào ân điển cứu chuộc của Chúa Kitô, Con của Thiên Chúa hằng sống, đấng đã chết vì tội lỗi của nhân loại, mặc dù vẫn có thể tìm thấy một vài dị biệt trong các hệ tư tưởng khác nhau thuộc cộng đồng Kitô giáo.

## Tân Ước
Thuật ngữ "đức tin" có nguồn gốc trong Hi văn πιστις (pi´stis), nghĩa là tin quyết với tinh thần phó thác trong sự tin tưởng vững vàng. Tùy theo nội dung văn bản, thuật từ Hi văn này có thể được hiểu là "trung tín", "chung thủy" hoặc "trung kiên". (1Thessalonians 3: 7; Titus 2: 10).
Trong Tân Ước có một từ chủ yếu thể hiện ý niệm về đức tin. Đó là động từ πιστευω (pisteuo), cùng nguồn gốc với danh từ πιστις (pi´stis). Động từ này có hai nghĩa cơ bản. Thứ nhất, nó có nghĩa là "tin vào điều ai đó nói, chấp nhận một lời tuyên bố (đặc biệt mang tính chất tôn giáo) là đúng." Thứ hai, đức tin có nghĩa là "tin cậy người nào, khác với tin suông một điều gì." Nghĩa này luôn có thể nhận ra được qua việc sử dụng giới từ. Trong Phúc âm Máccô 1:15, giới từ εν (en) được sử dụng, "...các ngươi hãy ăn năn và tin phúc âm." Giới từ εις (eis) được dùng trong Công vụ 10: 43, "Hết thảy các đấng tiên tri đều làm chứng nầy về Ngài rằng hễ ai tin Ngài thì được sự tha tội vì danh Ngài." Sứ đồ Giăng đề cập đến việc tin danh Chúa Giê-su εις το ονομα - eis to onoma, "Nhưng hễ ai nhận Ngài thì Ngài ban cho quyền phép trở nên con cái Thiên Chúa, là ban cho những kẻ tin danh Ngài." Cấu trúc này có ý nghĩa đặc biệt đối với người Do Thái vốn xem danh tánh của một người là hoàn toàn tương đương với người đó. Vì thế, tin vào danh Chúa Giê-su là đặt lòng tin cá nhân vào chính Ngài. Dựa vào những lý do trên, chúng ta kết luận rằng loại đức tin cần có cho sự cứu rỗi bao gồm cả "tin rằng" và "tin vào", tức là chấp nhận một sự thật và tin cậy một người nào đó. Nhất thiết cả hai phải đi đôi với nhau.
Luận giải về chức năng của đức tin trong mối tương quan với giao ước của Thiên Chúa, tác giả thư Hebrew trong Tân Ước viết, "Đức tin là sự biết chắc vững vàng của những điều mình đang trông mong, là bằng cớ (hoặc xác tín) của những điều mình chẳng xem thấy". Υποστασις (hy-po´sta-sis), được dịch là "sự bảo đảm", thường xuất hiện trong các văn bản giao dịch cổ viết trên giấy papyrus, chuyển tải ý tưởng cho rằng giao ước hoặc hợp đồng là biểu thị cho sự tin cậy lẫn nhau, bảo chứng cho việc chuyển đổi tài sản sẽ diễn ra đúng như đã cam kết trong hợp đồng. Cũng đồng quan điểm, Moulton và Milligan diễn giải, "Đức tin là hành động bảo chứng cho những gì đang được mong đợi." Từ e 'leg-khos trong Hi văn, được dùng để miêu tả "sự xác tín" trong Hebrew 11: 1 miêu tả một sự việc, nhất là sự việc trông có vẻ như mâu thuẫn với những gì đang xảy ra, nhân đó giúp làm sáng tỏ những điều trước đó chưa nhận ra và bác bỏ những gì trông giống như hiện thực. Chứng cớ cho niềm xác tín này là mạnh mẽ và tích cực, ấy chính là đức tin. Đức tin Cơ Đốc, trong ý nghĩa này, không thể đánh đồng với sự cả tin.

Phao-lô gọi Abraham là tổ phụ của những người có đức tin.

Hebrew 11: 6 diễn giải ý nghĩa và vai trò của đức tin trong sống đạo như sau: "Vả, không có đức tin thì không thể làm vui lòng (Thiên Chúa); vì người đến gần Thiên Chúa phải tin rằng có Thiên Chúa, và Ngài là Đấng ban thưởng cho người hết lòng tìm kiếm Ngài."
Khái niệm của Tân Ước về đức tin lập nền trên sự tự mặc khải của Thiên Chúa, nhất là trong ý nghĩa của sự tin tưởng đặt vào các lời hứa cũng như sự quan tâm về những cảnh báo trong Kinh Thánh.
Tác giả các sách trong Tân Ước đồng nhất đức tin vào Thiên Chúa với đức tin vào Chúa Giê-su. Phúc âm Giăng đặc biệt nhấn mạnh khía cạnh này khi ký thuật lời của Chúa Giê-su, "Cha cũng chẳng xét đoán ai hết, nhưng đã giao trọn quyền phán xét cho Con, đặng ai nấy đều tôn kính Con, cũng như tôn kính Cha vậy. Ai không tôn kính Con, ấy là không tôn kính Cha, là Đấng đã sai Con đến." Khi được hỏi, "Chúng tôi phải làm gì để làm công việc của Thiên Chúa?" Chúa Giê-su trả lời, "Công việc của Thiên Chúa, ấy là các ngươi tin Đấng mà Ngài đã sai đến."

## Công giáo
Cách khách quan, đức tin là chân lý được mặc khải bởi Thiên Chúa trong Kinh Thánh và truyền thống mà giáo hội trình bày trong hình thức ngắn gọn của các bản tín điều. Về chủ quan, đức tin củng cố các đức hạnh đến từ chân lý.

### Đức tin là một hành động siêu nhiên
Đức tin là một hành động siêu nhiên bởi ân điển thiên thượng. Đó là "hành động phù hợp với chân lý thiên thượng vận hành bởi ý chí, được cảm động bởi ân điển của Thiên Chúa". (Thánh Thomas, II-II,Q. iv, a. 2). Nếu ánh sáng của đức tin là sự ban cho siêu nhiên dành cho tri thức thì cũng vậy, ân điển là món quà siêu nhiên nhằm cảm động ý chí. Chẳng phải bởi học hỏi mà được cũng không bởi chuyên cần mà có, nhưng chỉ là "Hãy xin sẽ được" (Matthew 7. 7).

### Đức tin không mù quáng
Công đồng Vatican II viết, "Chúng ta tin rằng sự mặc khải là chân xác, không phải vì chân lý nội tại của sự huyền nhiệm có thể được nhận biết rõ ràng do sự soi sáng của lý trí, nhưng do thẩm quyền của Thiên Chúa Đấng tỏ lộ cho chúng ta, vì Ngài không hề lừa dối cũng không hề bị lừa dối". Như thế, liên quan đến hành động của đức tin mà tín hữu thuộc cộng đồng Cơ Đốc giáo thể hiện qua việc chấp nhận giáo lý Ba Ngôi, đức tin được miêu tả theo mô thức tam đoạn luận như sau:
- Mọi điều Thiên Chúa mặc khải đều chân xác
- mà Thiên Chúa mặc khải giáo lý Ba Ngôi, đây là một sự huyền nhiệm
- vì vậy sự huyền nhiệm này là chân xác

Tín hữu Công giáo chấp nhận tiền đề chính vì họ tin rằng do lý trí lập nền trên tiền đề này, nên điều này là rõ ràng đối với lý trí; họ cũng chấp nhận tiền đề phụ vì giáo hội công bố như thế, mà giáo hội được xem là vô ngộ (không sai lầm) liên quan đến các vấn đề giáo lý như Công đồng Vatican nói, "cùng với sự trợ giúp nội tại của Chúa Thánh Linh, Thiên Chúa vui lòng ban cho chúng ta những chứng cớ ngoại tại về sự mặc khải của Ngài như phép mầu và lời tiên tri để bày tỏ rõ ràng sự toàn năng và toàn tri của Thiên Chúa, có được những chứng cớ chắc chắn nhất của sự mặc khải và mọi người đều có thể nhận lãnh". Thomas Aquinas viết: "Một người không nên tin trừ khi người ấy thấy được điều nên tin, hoặc do có chứng cớ của phép mầu hoặc do một điều tương tự" (II-II:1:4, ad 1). Ở đây Thomas nói về động cơ của sự khả tín và nguyên nhân dẫn đến đức tin.

## Kháng Cách

### Đức tin là sự Kiên định trong Niềm tin Hợp lý
Trong tác phẩm Mere Christianity, C. S. Lewis miêu tả trải nghiệm của ông về đức tin, phân biệt hai cách hiểu thuật từ này. Ông viết,

"Xem như đức tin được tín hữu Cơ Đốc sử dụng theo hai ý nghĩa hoặc với hai cấp độ... Trong ý nghĩa thứ nhất nó chỉ đơn giản là Niềm tin."

Trong những đoạn sau, Lewis tiếp tục luận giải,

"Đức tin, trong ý nghĩa mà tôi sử dụng cho thuật từ này, là nghệ thuật bám chặt vào những điều lý trí chúng ta đã một lần chấp nhận, bất kể tâm trạng chúng ta thay đổi như thế nào."

### Đức tin liên quan đến Tri thức
Tri thức được xem là yếu tố nền tảng cho đức tin. Dù vậy, cần có sự phân biệt trong khía cạnh này, đức tin bao hàm sự đồng tâm, đó là khi hành động của ý chí hiệp nhất với hành động của tri thức.
Luôn có sự tương quan giữa quan điểm về đức tin và sự hiểu biết về tính chất của sự mặc khải. Khi mặc khải được xem là truyền đạt thông tin thì đức tin được xem là chấp nhận tín lý trên lý trí. Đó là trường hợp của tư tưởng Kinh viện Kháng Cách. Một khi đã có đức tin, nó sẽ giúp chúng ta suy luận và nhận biết nhiều bằng chứng hỗ trợ khác nhau. Như thế, đức tin là một dạng tri thức; đức tin hoạt động phối hợp chứ không đối lập với lý trí.

### Đức tin là sự Ban cho từ Thiên Chúa
Bởi sự sa ngã và do sự tác động của quyền lực Satan, con người đánh mất khả năng nhận thức lời chứng của các sứ đồ về sự mặc khải của Thiên Chúa, họ không thể nhận biết hoặc thấu hiểu phúc âm để tiếp nhận Chúa Cơ Đốc, cũng không chịu từ bỏ mình để tin cậy ân điển của ngài, cho đến khi Chúa Thánh Linh soi sáng họ. Như thế, Thiên Chúa là đấng ban đức tin cho con người, và chỉ những ai được "dạy dỗ", "kéo đến" và "xức dầu" thì mới có thể đến với Chúa Giê-su mà thôi.

### Đức tin được vận hành bởi Linh của Thiên Chúa
Căn bản của đức tin là phải phù hợp với chân lý, sự đồng thuận của chúng ta đối với bất kỳ chân lý được mặc khải nào cũng phải dựa trên nền tảng tối hậu này, ấy là sự chân xác của Thiên Chúa. Đức tin lịch sử là sự lĩnh hội và đồng thuận với những dữ kiện lịch sử, trong khi đức tin hiện thời là sự tỉnh thức trong tâm trí con người được kích hoạt bởi sự giãi bày chân lý cũng như bởi những ảnh hưởng của tình cảm tôn giáo hoặc bởi sự vận hành của Chúa Thánh Linh. Cũng một thể ấy, đức tin dẫn đến sự cứu rỗi luôn luôn gắn kết với điều này, và được cảm động trong lòng người bởi Chúa Thánh Linh.

### Sự chân thật của Thiên Chúa là bảo chứng của đức tin
Nền tảng của đức tin là lời chứng của Thiên Chúa, không phải là luận cứ về những điều Thiên Chúa phán bảo, mà chỉ đơn giản là Thiên Chúa phán như thế. Đức tin trực tiếp lập nền trên "Chúa phán như thế" (câu nói xác chứng thẩm quyền được lặp lại nhiều lần bởi các tiên tri trong Cựu Ước). Nhưng muốn đạt đến thẩm quyền ấy của đức tin, cần phải có sự sở hữu và sự thẩm định đầy đủ về tính chính xác, chân thật và chân lý của Thiên Chúa, cùng với một yếu tố quan trọng khác, cũng là một trong những thuộc tính của Thiên Chúa, ấy là Thiên Chúa không bao giờ thay đổi.